# Manulea acutiloba
Manulea acutiloba är en flenörtsväxtart som beskrevs av O.M. Hilliard. Manulea acutiloba ingår i släktet Manulea och familjen flenörtsväxter. Inga underarter finns listade i Catalogue of Life.